# Astreopora scabra
Astreopora scabra là một loài san hô trong họ Acroporidae. Loài này được Lamberts mô tả khoa học năm 1982.